# Arquitectura cuzqueña
Surgido en un valle que tiene huellas de poblamiento desde mil años antes de Cristo, el Cusco se transforma en una ciudad cuando se convierte en capital del imperio de los incas. Ese Qosqo incaico era una ciudad sagrada, de templos y palacios, que imitaba la forma de un puma yacente. La cabeza del felino era la fortaleza de Sacsayhuamán, y el cuerpo del mismo, la ciudad que se extendía entre dos ríos, el Saphy y el Tullumayo, que ahora discurren canalizados bajo las calles del mismo nombre. El encuentro de estos ríos donde actualmente hay una fuente alusiva, era conocido como Pumaqchupan o "la cola del puma".

## La reconstrucción del Cusco
Durante los primeros años de su gobierno, Pachacútec se propuso reconstruir Cusco.
Para llevar a cabo la obra, decidió despoblar la ciudad, efectuar un nuevo trazado y repartir solares y terrenos a quienes el consideraba dignos de vivir en su capital.
Hasta ese momento, Cusco era un poblado bastante rústico y miserable, anegado con frecuencia por los ríos Huatany y Tullumayo.
La reconstrucción se inició con la canalización de los arroyos para evitar las ciénagas en la temporada de lluvias y de las acequias portadoras de agua para la ciudad. Pachacútec, valiéndose de la antigua ley de reciprocidad, convocó a los curacas principales y a las autoridades andinas. El rito de la reciprocidad se efectuaba en la plaza Aucaypata y en ella los ayllus y linajes reales se reunían a comer, beber y bailar las danzas ceremoniales del calendario cusqueño.
También en esa plaza se efectuaban las celebraciones del triunfo de los ejércitos que consistían en extender por el suelo el botín obtenido y a los jefes capturados.
Sobre todos ellos paseaba el soberano en signo de sumisión de sus enemigos y de poder sobre sus nuevas conquistas. Después de la fiesta se decidió que diez representantes irían por todos los territorios para reunir la mano de obra calificada, los artesanos y los especialistas en grandes construcciones.
El mismo Pachacútec recorría la ciudad haciendo mediciones y dando ideas sobre las plazas y los centros que había que construir.

## Arquitectura
Los templos y palacios de la ciudad Puma eran edificaciones de un solo piso, cubiertas con techos de paja a dos aguas o circulares con una inclinación muy acentuada para facilitar el escurrimiento de las aguas de lluvia. La singularidad de la arquitectura incaica era la calidad del pulido de la piedra y el ensamblaje perfecto de un bloque con otro. En una cultura que no conocía el hierro, esto se lograba gracias a un extraordinario conocimiento del material y a las diestra utilización de herramientas sencillas, como piedras más duras, tales como las cuarcitas y otras. Con todo, se piensa que la construcción de las obras más representativas de la arquitectura inca debió demandar ingentes cantidades de mano de obra, lo cual sólo era dable en una sociedad con un altísimo grado de organización.
Visualmente, el Cusco sagrado destacaba por la sobriedad de sus muros y su característico talud que los hacía más resistentes a los sismos, frecuentes en la zona. Estos muros, sin embargo, construidos las más de las veces con andesita y diorita, no siempre presentaban el mismo tipo de aparejo. El rectangular grande lo encontramos en el Coricancha y el Acllahuasi (actual calle Loreto), y el rectangular pequeño, en el Cusicancha (actual Plazoleta de Santo Domingo, frente al Coricancha). Ambos tipos de aparejo son conocidos también como almohadillado. El irregular geométrico grande, en cambio, es el que apreciamos en la calle Hatun Rumiyoc.
Los elementos dominantes en esta ciudad debieron ser Sacsayhuamán, el Coricancha y el Sunturhuasi, una torre circular de unos tres o cuatro pisos de altura que, al parecer, se erguía en la plaza principal, que ocupaba lo que actualmente es la Plaza de Armas, la plaza Regocijo, las dos manzanas que las separan y la manzana del Hotel Cusco.
El patrón de agrupamiento de las viviendas y, en general, las edificaciones era la kancha, un recinto rectangular rodeado de muros de piedra, casi siempre con un solo acceso, en cuyo interior, distribuidas simétricamentre, se alzaban entre dos a ocho construcciones de planta también rectangular y unicelulares. Entre kancha y kancha corrían estrechas callejas, lo que determinaba que la ciudad en su conjunto tuviera un trazado octogonal, constituido por un sistema de calles prácticamente rectilíneas. Una peculiaridad del Cusco incaico, eso sí, era su adaptación a la topografía del valle y a los accidentes naturales, lo cual hacía que en muchos casos la cuadrícula original se deformara y que las callejas se volvieran sinuosas.
Los barrios donde residían los sectores populares estaban diseminados alrededor de la ciudad sagrada y según la mayoría de los cronistas eran doce. Empezando por el de Tococachi (actual barrio de San Blas), éstos eran: Munaysenca, Rimacpampa, Pumacchupan, Coripata, Cayaocachi, Chaquilchaca, Picchu, Carmenca, Huacapunco, Colcampata y Cantupata.
Al poco tiempo de entrar en el Cusco, los españoles proceden al reparto de solares, asignándose en propiedad tanto el conjunto de la ciudad Puma como parte de las zonas de cultivo que se extendían al oeste del río Saphy. En lo que se refiere a la arquitectura propiamente dicha, la colisión de dos mundos se traduce al principio en la edificación de casonas que siguen los patrones de la arquitectura peninsular, incluidos los techos de teja, pero utilizando en muchos casos los muros perimétricos de las canchas incaicas. Lo mismo ocurre con la edificación de las iglesias católicas, que muchas veces se superponen a antiguos templos o palacios incaicos, como el caso del templo y convento de Santo Domingo, erigido sobre el Coricancha; del convento de Santa Catalina, que se alza sobre el Acllahuasi o Casa de las Vírgenes del Sol, y del Palacio Arzobispal, que hace lo propio sobre el palacio de Inca Roca.
La nueva ciudad que poco a poco va surgiendo en las primeras décadas de ocupación española se caracteriza ante todo, pues, por la combinación de dos soberbias arquitecturas, la incaica y la española, lo cual distingue al Cusco de cualquier otra ciudad en América.
Muestra de esta simbiosis arquitectónica son los así llamados muros de transición; es decir, esos paramentos que a primera vista parecen incaicos, pues están construidos siguiendo las técnicas de edificación prehispánicas, sobre todo en lo referente al labrado de la piedra y al encaje perfecto entre bloque y bloque, pero que fueron levantados ya en tiempo de los españoles y por eso no presentan la inclinación tan característica de los muros incas.

## Urbanismo
En cuanto al trazado urbano, sólo en raras ocasiones las manzanas españolas coinciden con las antiguas canchas. Las más de las veces lo que ocurre es que una manzana agrupa varias canchas, con lo cual empiezan a desaparecer las estrechas callejas que separaban a estas. Con todo, en el Cusco que surge después de la conquista es posible todavía reconocer algunas huellas de su traza original incaica. Es el caso de espacios abiertos, como los de la Plaza de Armas y Regocijo, así como de las plazoletas de Limpacpampa Grande, Chico y de Santo Domingo. Es el caso, asimismo, de calles que han conservado en mucho su ancho original y parte de los muros que las flanqueaban, como Loreto, Awaqpinta, San Agustín, Pumacurco, Romeritos, Cabracancha y Siete Culebras.
Una fecha importante en la configuración urbana del Cusco es el 31 de marzo de 1650, cuando un fuerte terremoto de 1650 sacude la ciudad y la deja prácticamente en ruinas. Iglesias como La Compañía. la Merced, Santa Catalina, San Blas y San Sebastián, así como el seminario San Antonio Abad y el Hospital de Naturales quedaron destruidos, en tanto otras sufrieron serios daños.
El período que va de 1650 a 1700, es el de reconstrucción del Cusco y el de conformación de una nueva imagen urbana, la misma que en parte se ha conservado hasta el día de hoy. De hecho, la mayoría de los monumentos arquitectónicos que se aprecian actualmente en la ciudad datan de este período, llamado por los historiadores debido además al importante papel que jugaba el Cusco en el circuito comercial que unía Lima y Potosí, el "Siglo de Oro". Un documento de singular importancia para conocer cómo era el Cusco hacia 1650, es un lienzo que se conserva en la Catedral y que es conocido como el panorama de Monroy. El mural que ahora se aprecia en la primera cuadra de la avenida el Sol, a la altura de la playa de estacionamiento del Palacio de Justicia, es una recreación de este lienzo. El decaimiento de la economía minera de Potosí, primero, y la guerra de la independencia, después, que fracturan definitivamente el espacio comercial del que se había beneficiado el Cusco, sumen a la antigua capital incaica en un largo marasmo que afecta naturalmente su imagen urbana. Así, los viajeros que visitan el Cusco en el siglo XIX, se sienten impresionados por el descuido de sus iglesias y la suciedad en las calles, lo cual se agrava por el hecho de que los dos ríos que discurren por la ciudad se habían convertido en cloacas que emanaban una pestilencia intolerable.
En las primeras décadas del siglo XX, Cusco experimenta lo que algunos historiadores han llamado "la primera modernización". A nivel urbano, esto se manifiesta ante todo en obras de saneamiento público, la edificación del mercado de San Pedro y la construcción de las estaciones del ferrocarril de Estación WánchaqWánchaq y San Pedro. De esta misma época son también algunos buenos ejemplos de inmuebles de los estilos art nouveau y art deco.
El 21 de mayo de 1950, un terremoto de igual fuerza destructora que el de 300 años atrás, provoca serios daños en el Cusco monumental y deja en ruinas 3.000 viviendas. Mucho se hizo después del sismo para restaurar los monumentos afectados, pero, desgraciadamente, también hubo una fiebre modernizadora (demolición de casas en mal estado, ensanchamiento de calles, etc.) que llevó a que se perdieran importantes monumentos arquitectónicos y a que el centro histórico del Cusco sufiriera una seria descaracterización.
El terremoto de 1950, por otro lado, marcó el inicio de un acelerado proceso de expansión urbana del Cusco. En pocas décadas, una ciudad que en realidad había crecido muy poco desde fines del siglo XVIII se expande primero en las partes planas del valle y luego va copando las laderas que lo rodean, hasta tener su apariencia actual.